# Apelsinbröstad tangara
Apelsinbröstad tangara (Bangsia melanochlamys) är en fågel i familjen tangaror inom ordningen tättingar.

## Utseende och läte
Apelsinbröstad tangara är en 16 cm lång tangara i svart och gult. Fjäderdräkten är svart med gult centralt på undersidan från bröstet till undersidan av stjärten. På mindre vingtäckarna och övre stjärttäckarna är den blå. Sången består av tre till fyra fraser, "pit-psEEyee" eller "tst-tzEEee" som levereras snabbt och följt av en paus. Vanliga kontakt lätet är ett vasst och abrupt "tst" eller "pit" medan ensamma fåglar ibland kan avge längre "pseee" eller "pseeyee".

## Utbredning och systematik
Fågeln förekommer i centrala och västra Anderna i Colombia. Den behandlas som monotypisk, det vill säga att den inte delas in i några underarter.

## Status och hot
Apelsinbröstad tangara har ett litet utbredningsområde och en liten världspopulation bestående av uppskattningsvis endast 600–1700 vuxna individer. Den tros också minska i antal till följd av habitatförlust. Fågeln är därför upptagen på internationella naturvårdsunionen IUCN:s röda lista över hotade arter, kategoriserad som sårbar (VU). Arten har dock nyligen återupptäckts i norra delen av utbredningsområdet där den tidigare ansågs vara utdöd.

## Namn
Släktesnamnet hedrar Outram Bangs (1863–1932), amerikansk zoolog och samlare av specimen.